# Khaled Nouri
Khaled Nouri (Susa, 31 marzo 1976) è un politico tunisino, Ministro dell'interno dal 26 maggio 2024.

## Biografia
È nato a Susa, nell'omonimo governatorato, il 31 marzo 1976. Ha studiato presso l'Università di Susa, conseguendo un master in diritto privato, e poi presso l'Istituto superiore della magistratura, ottenendo un diploma e il certificato di idoneità professionale.
Il 25 maggio 2024 ha prestato giuramento di fronte al Presidente della Repubblica Kais Saïed, che lo ha nominato Ministro dell'interno in sostituzione di Kamel Feki nell'ambito di un parziale rimpasto del governo guidato da Ahmed Hachani, che ha portato inoltre alla nomina di un Segretario di Stato per la sicurezza nazionale, Sofiene Bessadok.